# Samara Alcalá
Samara Alcalá (* 27. Februar 1998 in Guadalajara, Jalisco) ist eine ehemalige mexikanische Fußballspielerin auf der Position einer Verteidigerin.

## Leben
Alcalá wurde im Nachwuchsbereich von Chivas Femenil ausgebildet, dem sie seit 2011 angehörte, und erhielt ihren ersten Profivertrag beim Stadtrivalen Atlas Femenil, für den sie in anderthalb Jahren (drei Spielzeiten) zu 23 Pflichtspieleinsätzen kam. Zu dieser Zeit wurde Alcalá in die mexikanische U-20-Nationalmannschaft berufen.
Als Alcalá Anfang 2019 einen Profivertrag bei ihrem Ausbildungsverein Chivas Femenil erhielt, bekundete sie, dass der Hauptverein Deportivo Guadalajara schon immer ihr Herzensverein gewesen sei.
Nach Ablauf ihres Vertrages beim Club Deportivo Guadalajara nahm sie an der Sportwettkampfshow „Exatlón México“ teil und setzte in der Saison 2020/21 als Profispielerin aus, bevor sie zur Saison 2021/22 einen Vertrag beim Club Puebla unterschrieb. Im Anschluss an diese Spielzeit beendete Alcalá ihre aktive Laufbahn.